# Charles Stewart, 6. Duke of Lennox

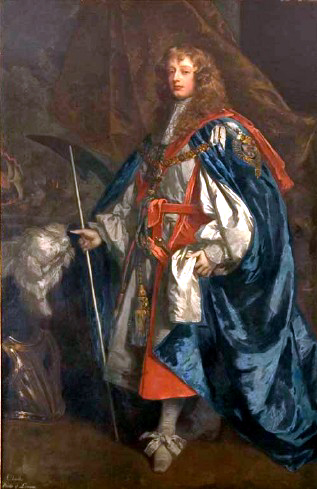
Charles Stewart, 3. Duke of Richmond, 6. Duke of Lennox. Gemälde von Peter Lely (um 1668)

Charles Stewart, 6. Duke of Lennox, 3. Duke of Richmond KG (* 7. März 1639 in London; † 12. Dezember 1672 in Helsingør) war ein schottischer Adliger aus der Familie Stewart.
Er war ein Sohn des George Stewart, 9. Seigneur d’Aubigny, aus dessen Ehe mit Lady Catherine Howard, Tochter des Theophilus Howard, 2. Earl of Suffolk. Er wurde 1645 zum Earl of Lichfield und Baron Stewart of Newbury erhoben. Er folgte 1660 seinem Cousin Esmé Stewart als Duke of Lennox und Richmond. 1665 erbte er von seinem Onkel Ludovic Stuart den 1423 geschaffenen französischen Titel Seigneur de Aubigny im Berry. 1668 erbte er von seiner Cousine Mary Butler, 5. Baroness Clifton den 1608 geschaffenen Titel Baron Clifton, of Leighton Bromswold in the County of Huntingdon.
Er bekleidete die Ämter eines Gentleman of the Bedchamber und Lord Lieutenant of Dorset. Von 1671 bis 1672 war er englischer Botschafter in Dänemark. Er ertrank im Alter von 33 Jahren und wurde in der Westminster Abbey beigesetzt.
Er war dreimal verheiratet: Seine erste Ehefrau war seit 1659 Elizabeth (1644–1661), Tochter des Richard Rogers und verwitwete Viscountess Mansfield. In zweiter Ehe vermählte er sich 1662 mit Margaret (1652–1667), Tochter des Laurence Banaster. Seine dritte Ehe schloss er mit Frances Theresa (1648–1702), Tochter des Walter Stuart of Blantyre, die auch „La Belle Stuart“ genannt und von König Karl II. als Mätresse begehrt wurde.
Trotz seiner drei Ehen starb der Duke ohne Nachkommen. Seine einzige Tochter mit seiner ersten Gattin war 1662, jung gestorben. Seine Schwester Katherine (1640–1702) folgte ihm als Baroness Clifton. All seine anderen Titel erloschen. Karl II. erteilte die Duke-Titel 1675 neu an seinem außerehelich geborenen Sohn mit Louise de Kérouaille, Charles Lennox, 1. Duke of Richmond, 1. Duke of Lennox.